# Caleb Deschanel
Joseph Caleb Deschanel (Filadelfia, Pensilvania; 21 de septiembre de 1944)[cita requerida] es un director de fotografía y director de cine y televisión estadounidense. Ha sido nominado para el premios de la Academia a la Mejor Cinematografía cinco veces. Es miembro de la American Society of Cinematographers.

## Primeros años
Deschanel nació en Filadelfia, Pensilvania, hijo de Anna Ward (de soltera Orr) y Paul Jules Deschanel. Su padre era francés, de Oullins, Ródano, y su madre era estadounidense. Deschanel fue criado en la religión cuáquera de su madre. Fue a la escuela secundaria Severn School. Asistió a Johns Hopkins University de 1962 a 1966, donde conoció a Walter Murch, con el que puso en escena acontecimientos, incluyendo una memorable en la que Murch simplemente se sentó y comió una manzana para una audiencia. Murch se graduó un año antes que él y alentó a Deschanel a que lo siguiera a la Universidad del Sur de California School of Cinematic Arts, donde se graduó en 1968. Durante este tiempo fue miembro de un grupo de estudiantes de cine llamado The Dirty Dozen, un grupo que atrajo la atención del sistema de Hollywood. Después de su graduación, asistió a la AFI Conservatory y se graduó con una Maestría en Bellas Artes en 1969.[cita requerida]

## Camarógrafo y dirección

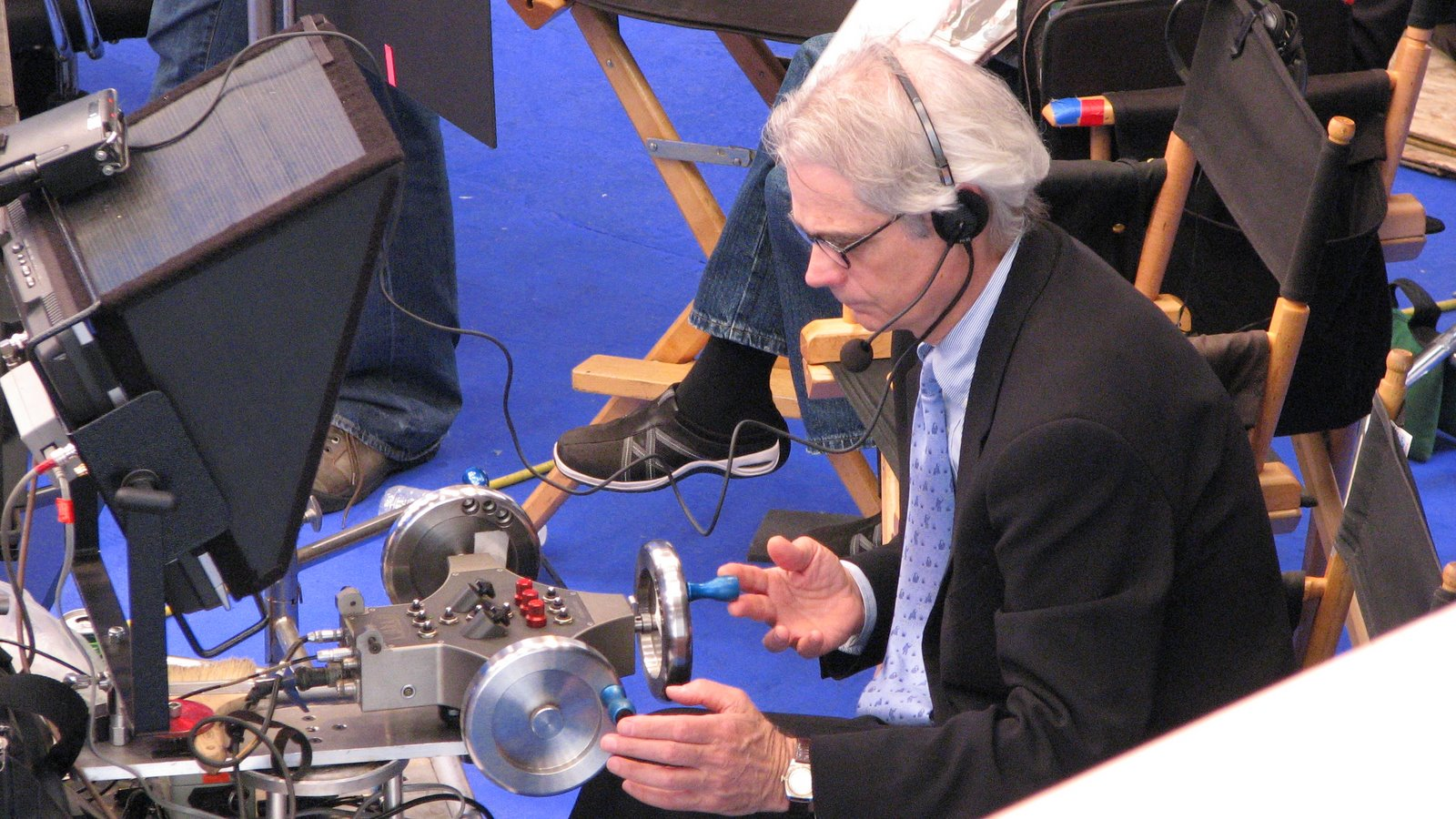
Deschanel en el set de The Spiderwick Chronicles, en abril de 2007.

Los créditos cinematográficos de Deschanel incluyen:
- A Woman Under the Influence (1974; dirigida por John Cassavetes)
- Being There (1979; dirigida por Hal Ashby)
- The Black Stallion (1979)
- The Right Stuff (1983)
- The Natural (1984)
- 50 Years of Action! (1986)
- Fly Away Home (1996)
- El patriota (2000)
- Timeline (2003)
- La pasión de Cristo (2004; dirigida por Mel Gibson)
- My Sister's Keeper (2009)
- Dream House (2011)
- Winter's Tale (2014)

Dirigió su primera película, The Escape Artist, en 1982, y una segunda, Crusoe, en 1989. En 1990, Deschanel dirigió tres episodios de la serie de David Lynch Twin Peaks. En 2007, dirigió un episodio de Bones, protagonizada por su hija.
Fue un miembro original del equipo de producción American Zoetrope, junto con George Lucas y Francis Ford Coppola.

## Premios y distinciones
Premios Óscar
| Año  | Categoría        | Película                | Resultado |
| ---- | ---------------- | ----------------------- | --------- |
| 1984 | Mejor fotografía | Elegidos para la gloria | Nominado  |
| 1985 | Mejor fotografía | El mejor                | Nominado  |
| 1997 | Mejor fotografía | Fly Away Home           | Nominado  |
| 2001 | Mejor fotografía | El patriota             | Nominado  |
| 2005 | Mejor fotografía | La Pasión de Cristo     | Nominado  |
| 2019 | Mejor fotografía | Werk ohne Autor         | Nominado  |

Fue galardonado con el ASC Lifetime Achievement Award en 2010 por la American Society of Cinematographers.
También ganó el premio American Society of Cinematographers (ASC) por su trabajo en El patriota.